# Dapsilarthra kashmirensis
Dapsilarthra kashmirensis är en stekelart som beskrevs av Bhat 1979. Dapsilarthra kashmirensis ingår i släktet Dapsilarthra och familjen bracksteklar. Inga underarter finns listade i Catalogue of Life.